# Petit Organon pour le théâtre
Pour les articles homonymes, voir Organon (homonymie).
La « possession » de l’acteur par le personnage, le beau pour le beau, c’est l’un des aspects du théâtre auquel Bertolt Brecht s’est opposé en écrivant Le Petit Organon pour le théâtre, ou Kleines Organon für das Theater, édité en 1948.

## Contre la poétique
En remontant dans l’histoire du théâtre et à La poétique d’Aristote et en prenant pour exemple les genres tragiques et comiques antiques, il se distancie de l’idée de la purgation des âmes et de la catharsis : « Quelle libération est-ce là puisqu’à la fin de toutes ces pièces, qui ne sont heureuses que pour l’esprit du temps (l’opportune providence - l’ordre moral) nous vivons l’exécution onirique qui punit les exaltations comme les débauches ? ». Brecht fait ici référence aux tragédies de Sophocle, aux comédies et drames de Shakespeare. Il prend en exemple Œdipe et note qu'il y a encore un intérêt à le monter parce que les tabous existent toujours. Il s’attaque au centre de La Poétique d’Aristote, à savoir la finalité de la tragédie. La critique qu'il fait de La Poétique devient le centre de la « Poétique brechtienne », le centre du Théâtre épique.

## Le politique
Il note aussi, qu’en plus de la purgation des âmes, le théâtre fait fausse route en reproduisant l’exacte réalité des gens sur scène. Il ne croit pas en cette similitude, à cette identification que pourrait avoir un spectateur sur tel personnage. Il devrait y avoir plutôt un autre genre de relation entre les protagonistes et les spectateurs. Cette relation ou plutôt ce phénomène se nomme la distanciation. 
Ce concept de distanciation est une notion à la « frontière de l'esthétique et du politique ». Ce fondement consiste à « faire percevoir un objet, un personnage, un processus, et en même temps à le rendre insolite, étrange ». Le but est de pousser le spectateur à « prendre ses distances par rapport à la réalité » de l'éveiller à la réalité. L’effet escompté permettra au spectateur de prendre conscience de son existence, de sa réalité intrinsèque et de rehausser sa conscience. La distanciation politise la conscience et désaliène l’individu. Ses idées nous amènent à réfléchir sur la place de l’art et la relation qu’elle doit entretenir. Il faut désormais un « art de l’explication ». 
Brecht explique les grands thèmes progressistes de notre époque: à savoir que les maux des hommes sont entre les mains des hommes eux-mêmes, c'est-à-dire que le monde est maniable, que l'art peut et doit intervenir dans l'Histoire; qu'il doit aujourd'hui concourir aux mêmes tâches que les sciences, dont il est solidaire. Il nous faut désormais un art de l'explication et non plus seulement un art de l'expression. Le théâtre doit aider résolument l'Histoire en en dévoilant le procès; que les techniques de la scène sont elles-mêmes engagées; et qu'enfin il n'y a pas une « essence » de l'art éternel, mais que « chaque société doit inventer l'art qui l'accouchera au mieux de sa propre délivrance. » 

## L'observation: imitation et réflexion
Le comédien doit observer autour de lui. De tout son être il doit noter les gestes, imiter dans le cadre d'un processus de réflexion. Il doit amplifier ce qu'il observe car l'original est trop discret, « il s'exprime à voix trop basse ». 
La construction du personnage se fait en même temps que les autres personnages. Il (le comédien) doit prendre possession de son personnage et calculer de manière critique les diverses manifestations de celui-ci. L'apprentissage d'un personnage se fait non seulement dans ce processus critique, mais doit évoluer en rapport avec les autres personnages. L'objet fictif qu'est le personnage évolue dans une société, une fable donnée et doit sa construction aux rapports des autres individus. 

## Non pas-Mais
Il est important que « le comédien » ne comprenne « pas trop vite». Il doit réfléchir et s'interroger sur les possibilités ; il doit s'étonner lui-même. C'est une technique que Brecht a nommée le « non pas-mais »: un acteur devrait d'abord identifier ce qu'il ne doit pas faire et ensuite seulement ce qu'il doit faire. A l'ère scientifique le comédien devrait pouvoir jouer une émotion sociologiquement, par l'interaction des personnages entre eux.